# Спіральний компресор

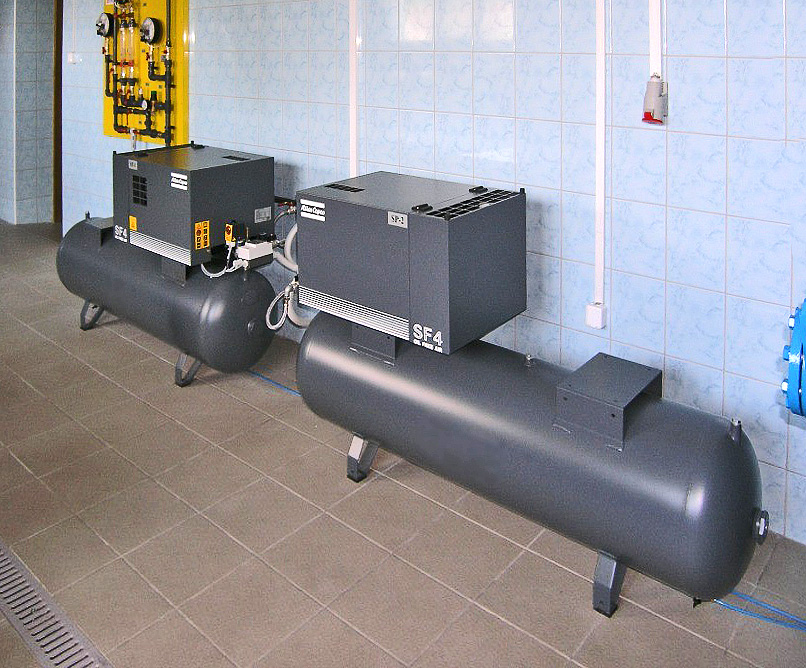
Спіральний компресор

Спіра́льний компре́сор — різновид компресора (насоса) об'ємного типу, у якому стиснення середовища відбувається при взаємодії двох спіралей. Одна спіраль є нерухомою, а друга — здійснює ексцентричні рухи без обертання, завдяки чому простір між спіралями циклічно змінюється забезпечуючи перенесення середовища від порожнини всмоктування до порожнини нагнітання.

## Історія
Ідея спіралі відома людству понад 3 тис. років. Спіраль (від грец. speira — виток) — це крива, що закручується навколо точки у площині (плоска спіраль), наприклад, спіраль Архімеда, гіперболічна спіраль, логарифмічна спіраль тощо. Але технічно втілити ідею використання циліндричних поверхонь у формі спіралі у компресорному обладнанні людство змогло лише в кінці XX ст.
Першу конструкцію спірального компресора розробив і запатентував у 1905 році французький інженер Леон Круа (фр. Léon Creux).
Однак у той час ця розробка не могла бути реалізована через відсутність необхідної виробничої бази. І конструкцію роботоздатного прототипу довелося чекати до другої половини XX століття оскільки для ефективного функціювання, в спіральному компресорі необхідним є забезпечення малого конструктивного зазору у деталях (спіралях), що взаємодіють. Така точність стала можливою тільки з появою технологій прецизійної механічної обробки, розроблених протягом другої половини XX століття, чим і пояснюється відносно недавня поява спірального компресора на ринку високотехнологічного обладнання. У 1970-х роках проводились інтенсивні науково-дослідницькі роботи в основному у Японії та США, а у другій половині 1980-их почалось застосування спіральних компресорів у холодильній техніці та у системах управління кліматом. У процесі випробувань з'ясувалось, що спіральний компресор характеризується вищим ступенем стиску і найвищим ККД при високій надійності серед існуючих на той час компресорів. У подальшому спіральні компресори знайшли застосування у багатьох галузях виробництва.

Принцип роботи спірального компресора з конструктивними елементами у формі спіралі Архімеда

## Будова і принцип роботи
Компресор складається з двох евольвентних або архімедових спіралей, валу з ексцентриком, корпуса та інших складових елементів для забезпечення заданого руху і правильної взаємодії деталей компресора.
Основними деталями конструкції є рухома і нерухома спіралі, причому обидві спіралі однакові. Рухома спіраль здійснює ексцентрично-коливальний рух усередині нерухомої, при цьому газ, який захоплюється з периферії спіралями стискується порціями і рухається до центру, досягаючи максимального тиску при зімкненні спіралей, після чого виштовхується через отвір у нерухомій спіралі.
Спіралі не мають точок дотику, між ними зберігаються мінімальні зазори. Це обумовлює довговічність роботи спіралей, але в той же час ставить жорсткі вимоги до точності виготовлення усієї конструкції.
Спіраль здійснює декілька десятків тисяч рухів на хвилину. Такі компресори достатньо ефективні і мають тривалий термін роботи без суттєвого падіння ефективності.
Послідовність станів при роботі спірального компресора

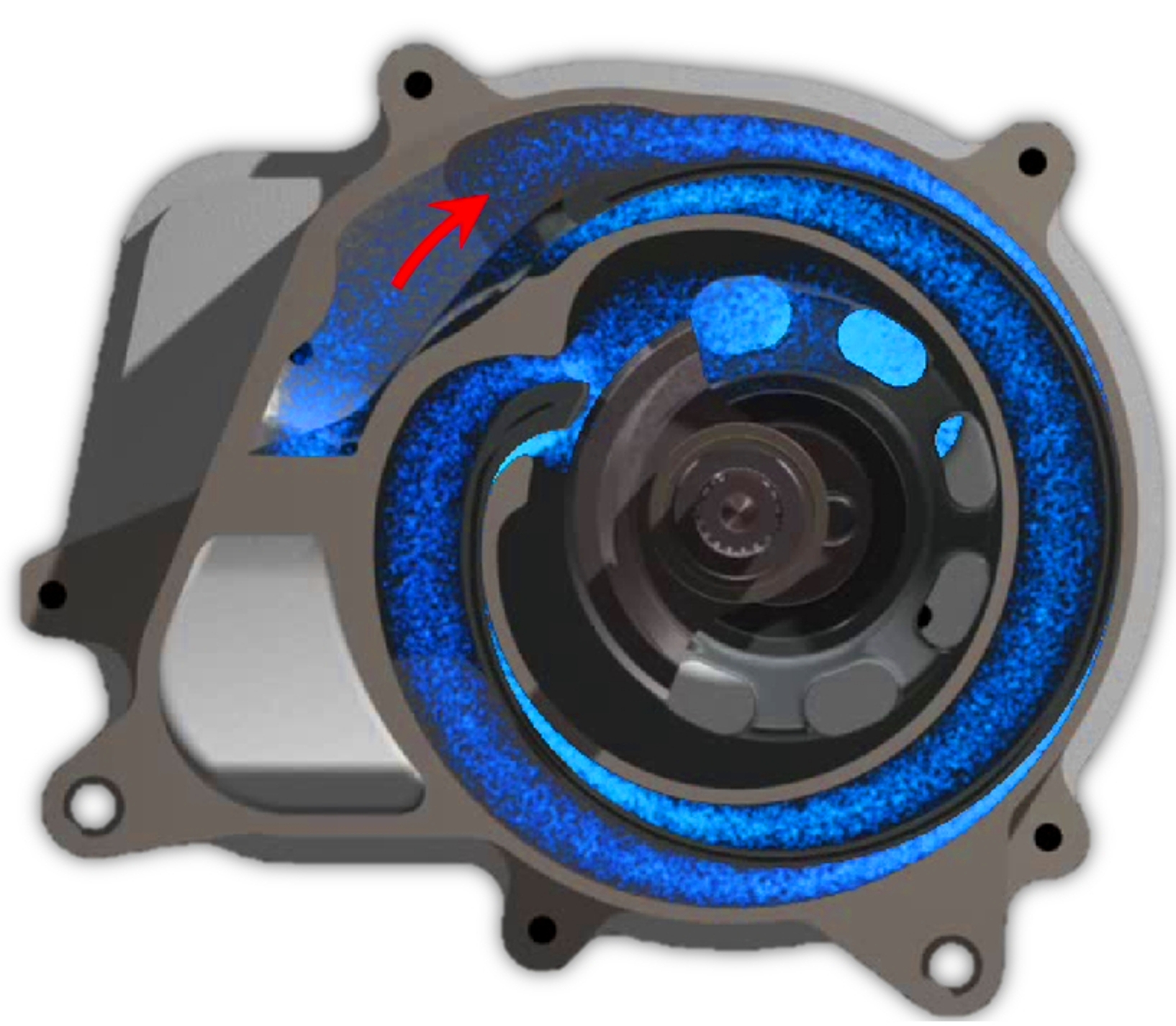
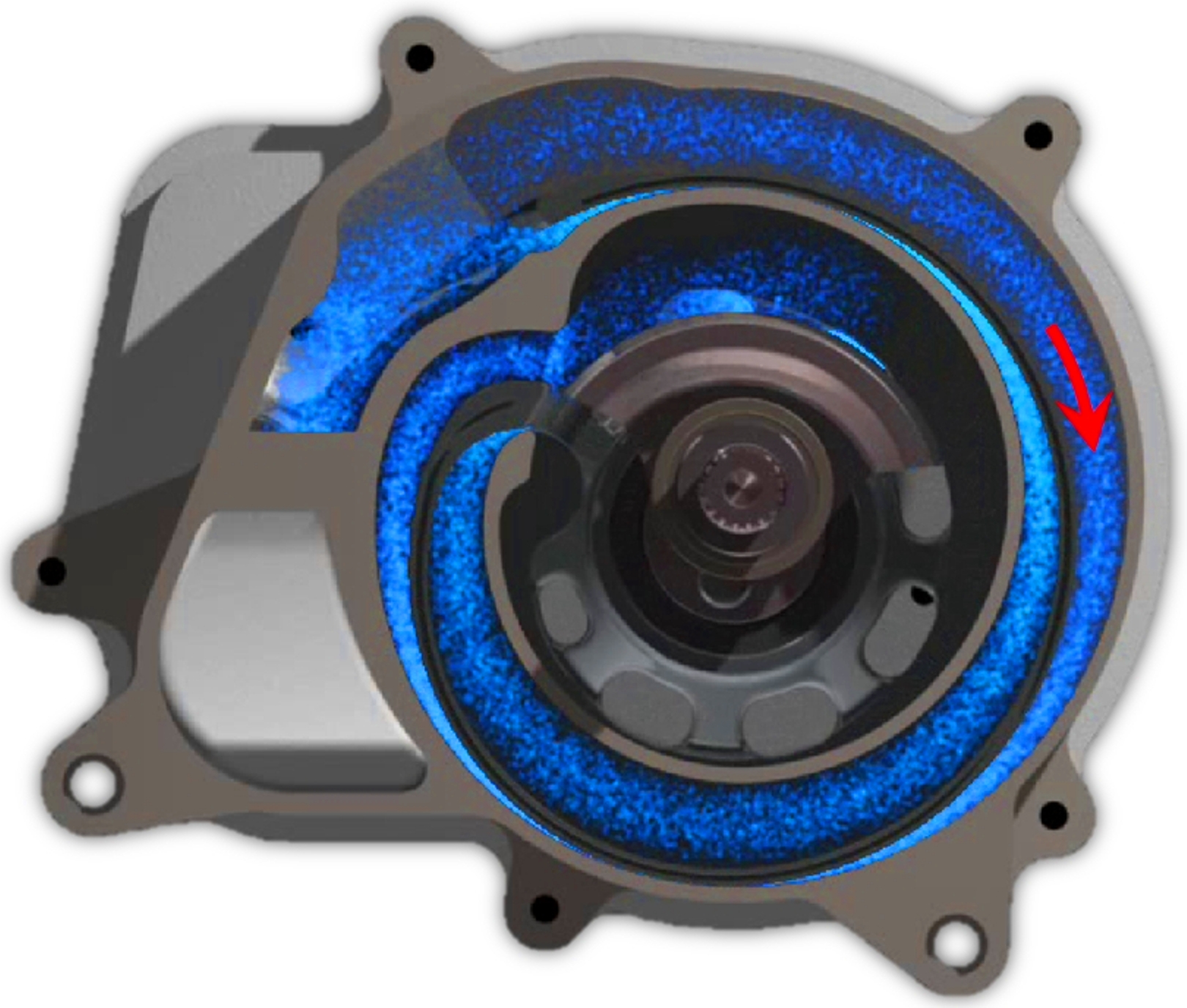
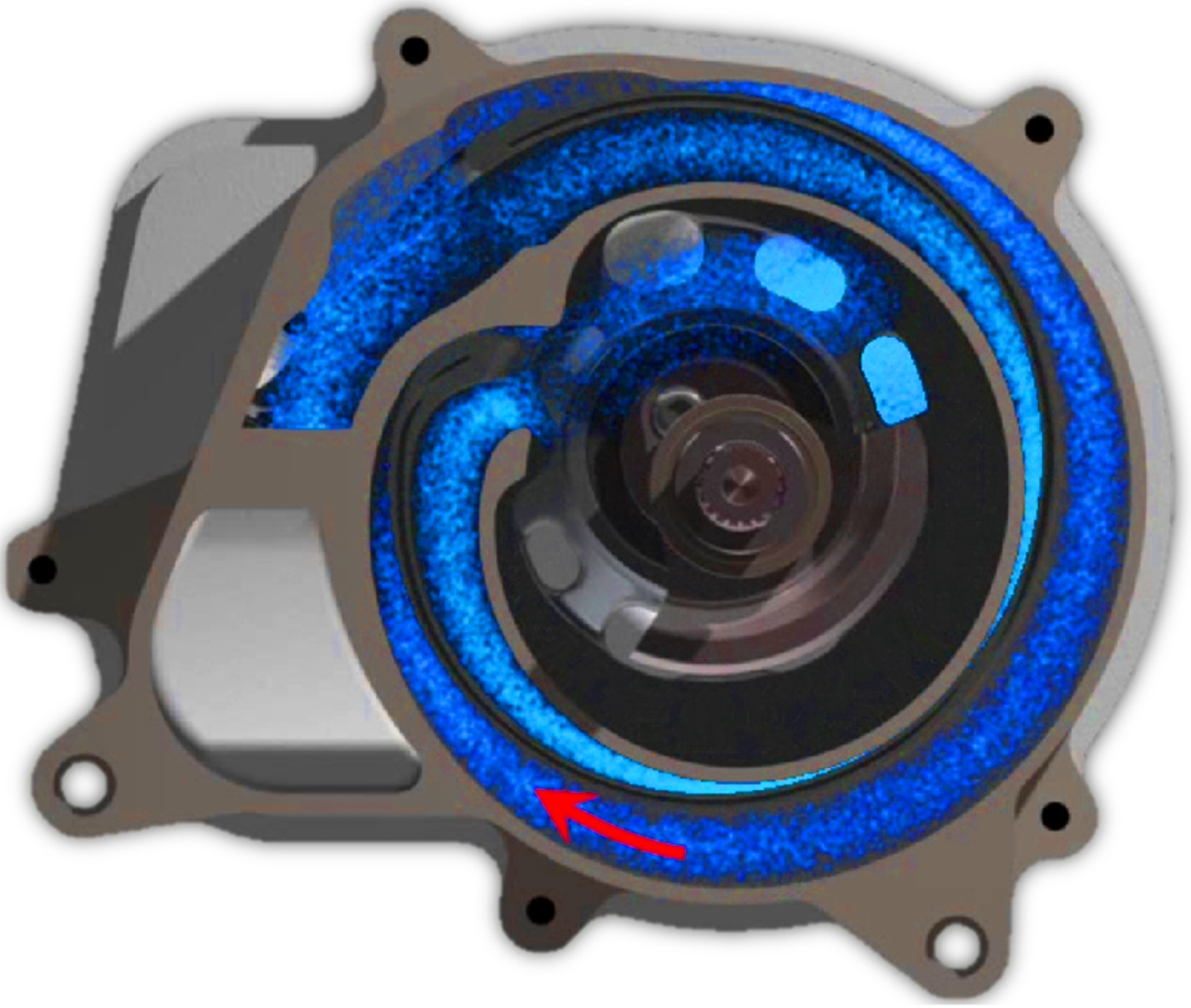

## Переваги
Основними перевагами є:
- вища ефективність і енергоощадність у всьому діапазоні навантажень;
- безшумність у роботі;
- висока довговічність;
- надійність (на 70% менше рухомих деталей, відсутність клапанів) і зручність обслуговування.

## Використання
Спіральні компресори знайшли застосування в усіх основних системах повітряного кондиціювання, включаючи спліт- і мультиспліт- моделі, підлогових версіях і кондиціонерах, що розташовуються під дахом, теплових насосах. Типовим застосуванням є кондиціювання повітря в житлових приміщеннях, на кораблях, фабриках і великих будинках, також на АТС, в системах охолодження на транспорті. Холодильні спіральні компресори широко використовуються в компресорно-конденсаторних агрегатах, в системах «виносного холоду» супермаркетів, в системах промислового холоду і в транспортному устаткуванні, включаючи контейнери. Межі холодопродуктивності для спіральних компресорів постійно збільшуються і досягають 200 кВт.
Багатофункціональність спіральних компресорів розширює області їх застосування в технологічних процесах, наприклад, в автоклавах для очищення вина, системах охолодження формувальних машин хімічної промисловості, холодильних системах, випробувальних камерах, холодильному консервуванні сировини біологічного походження (м'ясопродуктів, плодів і овочів тощо), охолодженні безводноочисного устаткування (конденсація розчинників), переробки харчової сировини тощо.